# 성전 (후기 성도 운동)

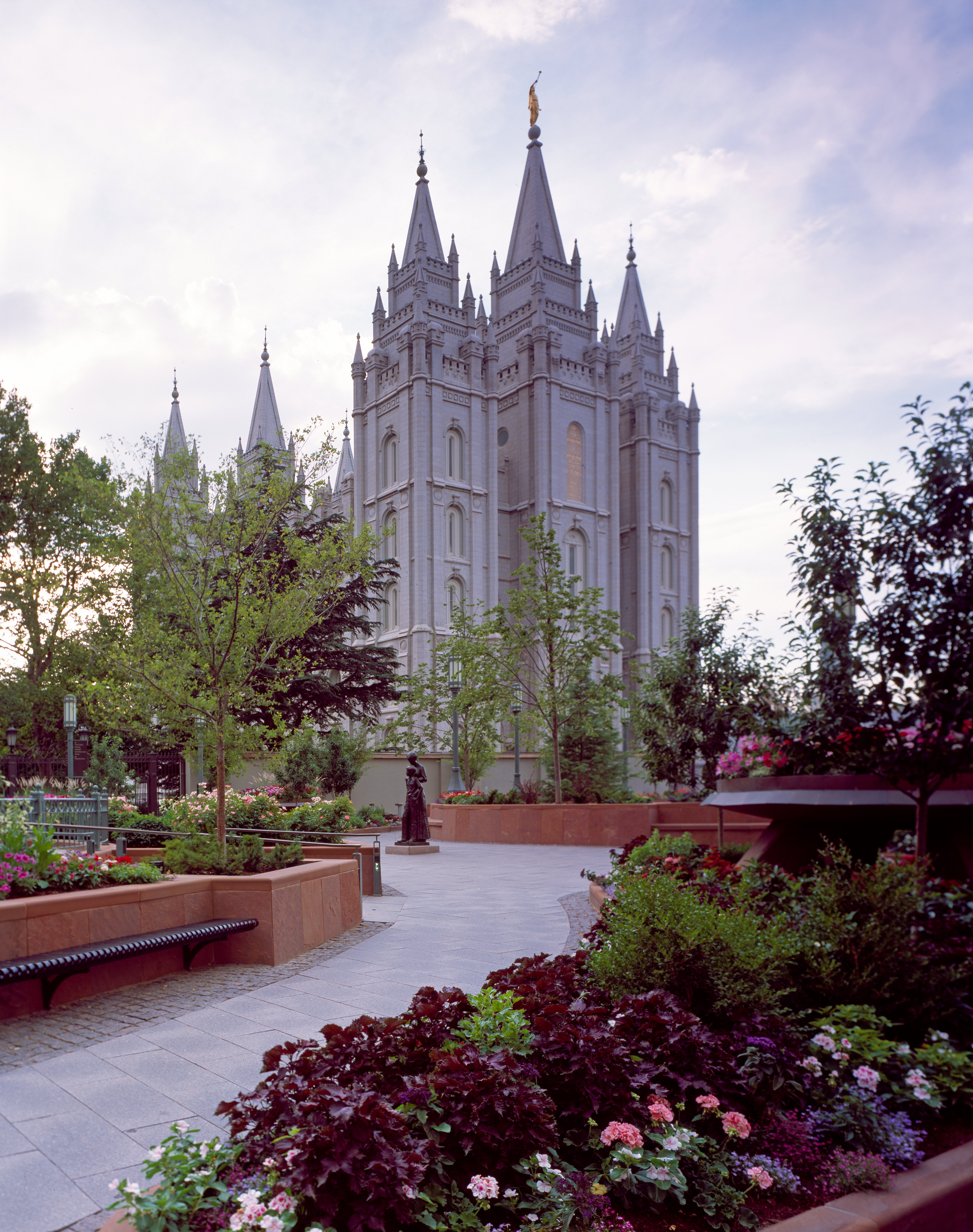
솔트레이크 성전

후기성도 운동에서의 성전(聖殿)은 죽은자를 위한 침례와 영원한 결혼 등의 의식이 진행되는 성지이다. 후기 성도들은 성전을 통해 가족이 죽음 이후에도 영원히 함께할 수 있다는 믿음을 가지고 있고 성전을 이 과정에 있어 반드시 거쳐야 하는 장소로 생각한다.

## 역사
세계 최초로 지어진 성전은 미국 오하이오주 레이크군의 커틀랜드에 위치한 성전이다. 예수 그리스도 후기 성도 교회는 2014년 기준으로 45개국에 170개의 성전을 보유하고 있다.